# Ban Na Di
Ban Na Di (Thai: บ้านนาดี) ist ein archäologischer Fundplatz im Landkreis (Amphoe) Nong Na Kham der Provinz Khon Kaen in der Nordost-Region von Thailand, dem so genannten  Isan.

## Grabungsgeschichte
Während einer Besichtigung im Jahre 1980 erkannte das Team von Charles Higham die Bedeutung der Gegend von Ban Na Di als potentiellen Ort einer prähistorischen Siedlung. Im Jahr darauf wurden zwei Bereiche im Zentrum der Mulde untersucht, die etwa 30 Meter voneinander entfernt lagen. Man fand bis in vier Metern Tiefe acht Lagen mit archäologisch interessantem Material, von denen die drei tiefsten zur Bronzezeit gehören.

## Funde
Zu den Funden von Ban Na Di gehören neben Bronze-Objekten auch Reste von Anlagen zur Herstellung von 
Bronze. Kohlereste konnten mit Hilfe der Radiokohlenstoffdatierung auf 1400 bis 1000 v. Chr. datiert werden. 
In Lage 7 fand man einen Friedhof mit reihenartig angeordneten Skeletten, die mit der Zeit übereinander lagen, wie dies auch in Khok Phanom Di vorkommt. Diese Lage stammt aus der Zeit von 700 bis 400 v. Chr. In dieser Schicht fand man einen Brennofen für die Herstellung von Bronze, der noch mit Kohle gefüllt war, und auch zwei vollständige Schmelztiegel in Form einer Schale. Einer davon ist 125 Millimeter lang, der andere etwas länger, doch beide nahmen rund 80 ml geschmolzenen Metalles auf, genug also für die Fertigung eines Tüllenbeils. Die bevorzugte Mischung für Legierungen war 9 Teile Kupfer und 1 Teil Zinn.
Spätestens für die Zeit nach 1000 v. Chr. gibt es Spuren eines wirtschaftlichen Netzwerks auf Tauschbasis mit Kupferminen im Tal Khao Wong Prachan und Phu Lon. Eine Untersuchung von 63 Skeletten lieferte eine durchschnittliche Größe der Männern von 1,73 Metern und der Frauen von 1,61 Metern, sie besaßen  also relativ große Staturen. Die durchschnittliche Lebenserwartung war kurz: bei Männern 29,5 Jahre, bei Frauen etwas weniger als 38 Jahre. Zwei Frauen wurden älter als 50, doch keiner der Männer konnte dieses Alter erreichen. 